# Căpitanul Mihalis
Căpitanul Mihalis, în altă versiune Libertate sau moarte, (în greacă Ο Καπετάν Μιχάλης, transliterat: O Kapetán Mihális) este un roman din 1947 al scriitorului grec Nikos Kazantzakis.